# ブフムザ県
ブフムザ県（ブフムザけん、フランス語: Province de Buhumuza）は、ブルンジの県（州とも）。同国東部に位置し、北をルワンダ、東をタンザニア、南をブルンガ県、西をギテガ県とブタニェレラ県と接する。県都はカンクゾ。面積は5,931平方キロメートル、人口は約205万人（2024年国勢調査）で、5県の中で最も少ない。
2023年3月16日に創設が決定し、2025年7月4日に発足した。旧行政区画ではカンクゾ県、ムインガ県、ルイギ県を合わせた領域に相当する。

## 下位行政区画
7郡（コミューン）、64地区（Zone）、509区（Coline/Quartier）に区分される。
1. Commune of Butaganzwa
2. Commune of Butihinda
3. カンクゾ郡（英語版）
4. ギサガラ郡（英語版）
5. ギスル郡（英語版）
6. ムインガ郡（英語版）
7. ルイギ郡（英語版）

## 主要都市
- カンクゾ - 県都
- ムインガ
- ルイギ

## 出身人物
- フランシーヌ・ニヨンサバ - 陸上競技選手